# Marian Mercer
Marian Ethel Mercer (26 de novembro de 1935 - 27 de abril de 2011) foi uma atriz norte-americana.

## Biografia
Marian Ethel Mercer nasceu em Akron, Ohio, em 1935, filha de Nellie e Samuel Mercer.
Aos 8 anos de idade começou a ter aulas de canto. Após ingressar na Universidade de Michigan, começou a atuar, tendo papéis no teatro. Em 1957 se mudou para Nova York e, após algumas passagens como modelo, foi escalada para Greenwillow e Fiorello!.
Marian Mercer ficou conhecida na década de 1960 por sua atuação em New Faces, em 1962, vencendo o Tony Award na categoria de Melhor Atriz em Musical, e o Drama Desk Award por Melhor Performance. Ganhou também o Theatre World Award por sua atuação como Marge MacDougall em Promises, Promises, em 1968.
Morreu em 27 de abril de 2011 em Newbury Park, Califórnia, vítima de complicações da doença de Alzheimer aos 75 anos de idade.

## Trabalhos
- The Dom DeLuise Show
- The Wacky World of Jonathan Winters
- The Sandy Duncan Show
- The Andy Williams Show
- It's a Living
- Mary Hartman, Mary Hartman
- Forever Fernwood
- St. Elsewhere
- Empty Nest
- Love, American Style
- Archie Bunker's Place
- Mama's Family
- Benson
- The Golden Girls
- Murder, She Wrote
- Touched by an Angel
- Suddenly Susan
- The Cracker Factory